# Miłanowo (obwód Szumen)
Miłanowo (bułg. Миланово) – wieś w Bułgarii, w obwodzie Szumen, w gminie Weliki Presław. W 2024 roku liczyła 644 mieszkańców.